# 左右合作運動
左右合作運動（さうがっさくうんどう）は、米軍政庁統治下の南朝鮮において行なわれた中道左派勢力と中道右派勢力による新政府樹立に向けた政治運動である。

## 概要
1946年3月、前年12月のモスクワ3国（米･英･ソ）外相会談で発表された朝鮮信託統治案を具体化するために、米ソ共同委員会が開催された。しかし信託統治下で設置する臨時政府を樹立するための協議対象に信託統治に反対する政党や社会団体を参加させるべきでないとソ連側と、参加させるべきとするアメリカ側との意見が対立し、5月には決裂を余儀なくされた。また、当時の南朝鮮における各政党や政治団体も信託統治をめぐって対立が激化しており、その狭間で明確な立場を示せずにいた米軍政庁は厳しい立場に立たされることとなった。
- 信託統治及び政府樹立を巡る当時の南朝鮮における政治勢力の立場
  - 李承晩系（右派、韓国民主党、以下「韓民党」）・・・信託統治反対、南朝鮮のみの単独政府樹立
  - 金九系（右派、大韓民国臨時政府系）・・・信託統治反対、南北統一政府樹立
  - 左翼系（朝鮮共産党・民主主義民族戦線など）・・・信託統治賛成、南北統一政府樹立
  - 中間派（呂運亨、金奎植など）・・・信託統治問題については意見を保留、左右合作による南北統一政府樹立

膠着状態となる中で、民主議院副議長の金奎植（中道右派）と朝鮮人民党（中道左派）党首の呂運亨は左右両派の穏健な勢力が共同（左右合作）して米ソ共同委員会の再開を促進すべきとして、左右合作運動を推し進めようとしていた。この動きに米軍政庁は、左右合作運動によって米ソ共同委員会の再開を促すと共に、極右や極左勢力を孤立させ、中道派を中心とした親米的政権樹立が可能との希望から、この運動を積極的に支援することになった。軍政庁のホッジ司令官の政治顧問であったレオナード・パッチ中尉の側面的支援によって合作運動が推し進められ、数回に及ぶ左右両陣営の政治指導者からなる会議で意見交換を行い、1946年10月7日に「左右合作7原則」が合意され、左右合作委員会が発足した。
- 左右合作七原則

1. 朝鮮の独立を保障するモスクワ3国外相の決定により南北を通じた左右合作で、民主主義的な臨時政府を樹立すること。
2. 米ソ共同委員会継続を要請する共同声明を発すること。
3. 土地改革において没収、条件付没収、逓減して算定された価格による買い上げなどにより、土地を農民に無償分与し、市街地の大土地及び大建造物を適宜に処理。重要産業を国有化し、社会労働法令を整備し、政治的自由を基本とする地方自治体の確立を早急に実施。通貨ならびに民政問題などを迅速に処理し、民主主義の建国事業の完遂に邁進すること。
4. 親日派民族反逆者を処分する条例を本合作委員会で立法機構に提案し、立法機関による審議決定を経て実施すること
5. 南北を通じて現政権下で検挙された政治運動者の釈放に努力し、合わせて南北左右の「テロ」的行動を即時に停止するよう努力すること。
6. 立法機関においては、一切の機能と構成方法を本合作委員会で作成し、速やかに実行に移すこと。
7. 全国的に言論・集会・結社・出版・交通・投票などの自由を絶対的に保障するよう努力すること。

金容権編著『朝鮮韓国近現代史 第2版 1860－2005』347頁「左右合作委員会」の項目に記載されている「左右合作七原則」より抜粋した。

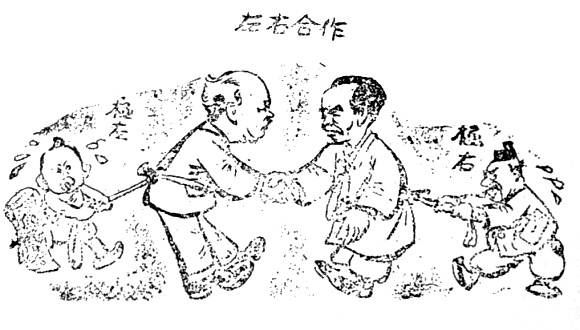
合作運動を風刺する漫画
_{手を組む呂運亨と金奎植を背後から極右・極左が妨害している}

この「左右合作七原則」は、朝鮮共産党や韓民党など左右両派の主張を折衷させたものであるが、大地主や資本家を支持基盤としている韓民党は土地の無償分配に反対、朝鮮共産党は七原則は曖昧な中間路線であると指摘し、反対姿勢を採った。そのため韓民党や共産党は運動自体に消極的姿勢を採るようになったため、左右合作運動は次第に停滞するようになった。そして1947年3月にトルーマン・ドクトリンが発表され、米国が対ソ政策を転換したうえに、合作運動推進者で中道左派勢力の実力者であった呂運亨が同年7月に暗殺、米軍政庁も左右合作推進から単独政府樹立へと方針転換したため、運動は完全に瓦解した。